# Jokate Mwegelo
Jokate Mwegelo là một nữ diễn viên và nữ doanh nhân Tanzania. Cô cũng là một người dẫn chương trình và một ca sĩ Cô cũng là CEO của công ty Kidoti. Năm 2011, cô giành được giải thưởng Liên hoan phim quốc tế Zanzibar cho giải nữ diễn viên xuất sắc nhất. Vào năm 2017, Mwegelo được đưa vào danh sách Forbes 30 Under 30 ở châu Phi. Tháng 8 năm 2017, cô được vinh danh bởi Giải thưởng Thanh niên Châu Phi trong số 100 người châu Phi có ảnh hưởng nhất.

## Hoa hậu Tanzania 2006
Cô là Á hậu đầu tiên trong cuộc thi sắc đẹp Hoa hậu Tanzania. Cô cũng được đặt làm đại sứ thời trang Redds và đại sứ báo Citizen, sau khi nhận được nhiều phiếu nhất trong năm đó. Trước Hoa hậu Tanzania, cô thi đấu và chiến thắng cuộc thi Hoa hậu Kurasini 2006 và cũng chiến thắng trong cuộc thi Hoa hậu Temeke 2006.

## Nghề nghiệp

### Sự nghiệp
Trong năm 2007, cô thực hiện bộ phim đầu tay của mình trong bộ phim được gọi là Fake Pastors, với Vincent Kigosi, Lisa Jensen, Á hậu 2 Hoa hậu Tanzania 2006 và Adam Kuambiana. Năm 2008, cô đóng phim, From China With True Love Năm 2010, cô xuất hiện trong Chumo, một bộ phim do Media for Development International sản xuất, về giáo dục sốt rét. Nó giành được giải thưởng nữ diễn viên xuất sắc nhất của Liên hoan phim quốc tế Zanzibar 2011 và một đề cử cho giải nữ diễn viên Châu Phi trong năm, tại Giải thưởng Giải trí Nigeria năm 2012. Cô cũng xuất hiện trong bộ phim truyền hình, Siri Ya Mtungi, được sản xuất bởi Jordan Riber và đạo diễn bởi Karabani vào năm 2013. Năm 2014, cô đóng vai "Ndekwa" trong phim Mikono Salama và giành được một giải thưởng liên hoan phim quốc tế Zanzibar cho nữ diễn viên xuất sắc nhất trong các bộ phim Swahili.